# Jan Kapistrán Vyskočil
Jan Kapistrán Vyskočil OFM (Geburtsname Augustin Vyskočil; * 27. August 1886 in Postoupky bei Kremsier; † 9. Februar 1956 in Prag) war ein tschechischer Theologe und Historiker sowie Provinzial der tschechisch-mährischen Ordensprovinz der Franziskaner.

## Leben
Augustin Vyskočil besuchte ab dem Schuljahr 1897/98 das k.k.-Gymnasium in Kremsier, das er 1903 verließ, um dem Franziskanerorden in Ungarisch Hradisch beizutreten. Mit Beginn des Noviziates am 21. September 1903, das er in Mährisch Trübau verbrachte, nahm er den Ordensnamen „Jan Kapistrán“ an. Nach dem Ordensgelübde studierte er zunächst Theologie an den slowenischen Ordensschulen in Kamnik und Laibach. 1908 legte er in Schlan die Matura ab. Ab dem Wintersemester 1909/1910 studierte er Theologie an der Prager Karls-Universität, wo er im November 1911 zum Dr.-theol. promovierte. Nach weiteren Studien in Philosophie und Geschichte promovierte er 1917 zum Doktor der Philosophie.
Von 1917 bis 1923 wirkte er als Provinzial der tschechisch-mährischen Franziskanerprovinz. Anschließend studierte er Pädagogik und wirkte ab 1928 am Ordensgymnasium im slowakischen Malacky und in Preßburg. Nach der Habilitation an der Universität Olmütz wurde er 1939 als Professor an die Theologische Fakultät der Karls-Universität berufen. Diese Tätigkeit wurde jedoch durch die Sonderaktion Prag beendet, mit der die tschechischsprachigen Hochschulen von der deutschen Besatzung des Protektorats am 1. November 1939 geschlossen wurden. Nach Kriegsende 1945 konnte Jan Kapistrán Vyskočil die Lehrtätigkeit wieder aufnehmen. Ebenso wurde er wiederum zum Provinzial der tschechisch-mährischen Ordensprovinz berufen, die ihren Sitz beim Konvent Maria-Schnee in Prag hatte. 1947 veröffentlichte er eine umfassende Lebensbeschreibung über den ersten Prager Erzbischof Ernst von Pardubitz. Seine Tätigkeit wurde jedoch nach dem Februarumsturz 1948 durch die kommunistische Regierung der Tschechoslowakei mit der Aktion K beendet. Damals wurden alle Mönche in zentralen Lagern interniert. Jan Kapistrán Vyskočil war vom 13. April 1950 bis zum Herbst 1955 im Kloster Želiv (Seelau) interniert. Am 9. Januar 1956 starb er in Prag. Sein Leichnam wurde am Friedhof Olšany im Ordensgrab beigesetzt.

## Werke (Auswahl)
- Legenda blahoslavené Anežky a čtyři listy sv. Kláry. Kritický rozbor textový i věcný legendy a čtyř listů s nejstarším (původním) textem milánského rukopisu. Prag 1932 [Die Legende der seligen Agnes von Böhmen und vier Episteln der hl. Klara]
- Arnošt z Pardubic a jeho doba. Nakladatelství Vyšehrad 1947. [Ernst von Pardubitz und seine Zeit]
- Šest století kostela a kláštera u P. Marie Sněžné. Praha 1947